# 崔鴻
崔鸿（478年—525年），字彦鸾，东清河郡鄃县（今山东省淄博市临淄区）人，祖籍清河郡东武城县（今河北省衡水市故城县），出自清河崔氏定著六房之一的南祖崔氏乌水房，北魏官员、史学家。

## 生平
曾祖崔旷早年随南燕主慕容德南渡黄河，迁居于青州，宋文帝时，官至乐陵太守。祖父崔灵延在宋孝武帝时为龙骧将军、长广太守，受封关内侯。父亲崔敬友，曾任本州治中、梁郡太守。
崔鸿大約生于北魏孝文帝（471年－499年）初年，“少好读书，博综经史”，“弱冠便有著述之志”，與李彪之子李鸿道均以才学闻名于洛阳，時人稱“二鴻”，宣武帝正始元年（504年），“诏太师、彭城王勰以下公卿朝士儒学才明者三十人，议定律令于尚书上省”，崔鸿和伯父崔光，“俱在其中，时论荣之”。历仕孝文、宣武、孝明三朝，北魏孝文帝太和二十年（496年），拜彭城王国左常侍，宣武帝景明三年，迁员外郎，兼尚书虞曹郎中，敕撰起居注。延昌四年（515年），迁中散大夫，又为司徒长史。正光三年（520年），加前将军。正光五年（524年），参与修撰北魏国史，拜黄门侍郎，私下著有《十六国春秋》。卒于北魏孝昌年间（525年－527年）。

## 家庭

### 祖父
- 崔灵延，关内侯[3]

### 父母
- 崔敬友，青州治中、梁郡太守[3]
- 平原刘氏，刘宋宁朔将军、幽州刺史刘休宾之女[4]

### 兄弟姐妹
- 崔鷫，北魏轻车将军、太尉记室[3]
- 崔鶤，北魏奉朝请[3]

### 夫人
- 张玉怜[5]，出自清河张氏，北魏青州主簿别驾、齐郡太守、齐州大中正张庆之之女[3]

### 子女
- 崔子元，北魏齐州主簿[3]
- 崔子文[3]
- 崔子真[3]
- 崔子长[3]
- 崔子发[3]
- 崔子房[3]
- 崔元华，嫁员外散骑侍郎河东裴蔼之[3]